# Tetrastemma simplex
Tetrastemma simplex är en djurart som tillhör fylumet slemmaskar, och som först beskrevs av Timofeeva 1912.  Tetrastemma simplex ingår i släktet Tetrastemma och familjen Tetrastemmatidae. Inga underarter finns listade i Catalogue of Life.